# 涅韋爾斯克區

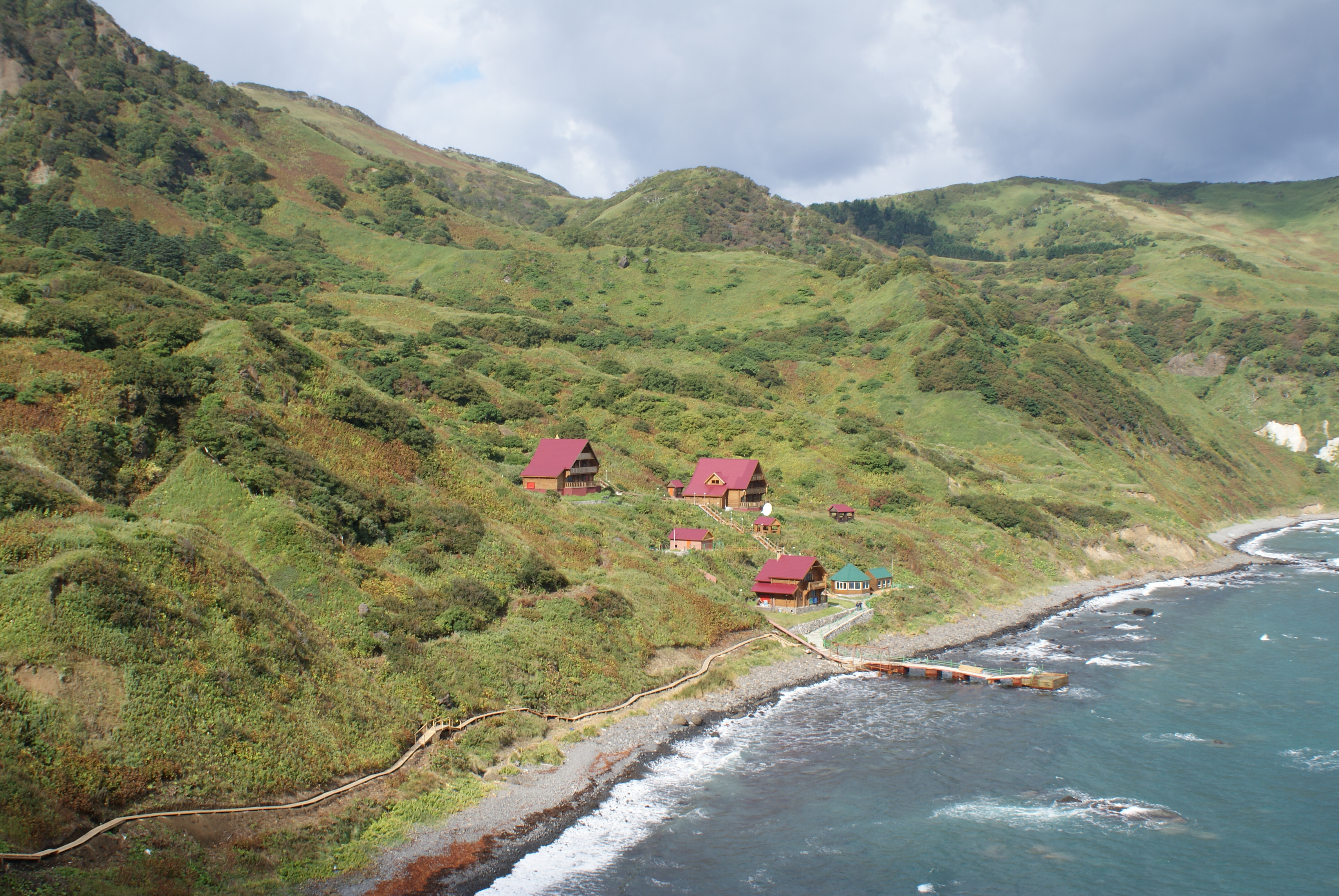

46°40′N 141°51′E / 46.667°N 141.850°E
涅韋爾斯克區（俄语：Невельский район），是俄羅斯的一個區，位於該國東南部，由薩哈林州負責管轄，面積1,445.4平方公里，2010年該區人口5,876，人口密度每平方公里4.07人。
該地在二戰结束前属日本，名為本斗支廳（1942年11月，樺太廳進行支廳重編，本斗支廳被併入真岡支廳），由樺太廳負責管轄。